# Godson Sowah
Godson Sowah − ghański bokser.

## Kariera amatorska
W 1994 reprezentował Ghanę na igrzyskach Wspólnoty Narodów w Victorii. W ćwierćfinale pokonał na punkty reprezentanta Zambii Oscara Chongo, awansując do półfinału. W półfinale przegrał z reprezentantem Anglii Spencerem Oliverem, zdobywając brązowy medal w kategorii koguciej.